# Lucio Orazio Pulvillo
Lucio Orazio Pulvillo (fl. IV secolo a.C.) è stato un politico e militare romano.

## Tribunato consolare
Nel 386 a.C. fu eletto tribuno consolare con Quinto Servilio Fidenate, Marco Furio Camillo, Servio Cornelio Maluginense, Lucio Quinzio Cincinnato Capitolino e Publio Valerio Potito Publicola.
Quando Anzio riprese le armi contro Roma, sostenuta anche da giovani fuoriusciti Latini ed Ernici, il Senato decise di affidare le operazioni belliche a Furio Camillo, che volle con sé il collega Publio Valerio. A Quinto Servilio fu affidato il compito di organizzare un esercito da porre nella campagna romana, a difesa della città da possibili attacchi degli Etruschi, a Lucio Quinzio fu affidato il compito di presidiare le mura cittadine, a Lucio Orazio di organizzare tutto l'approvvigionamento di guerra e a Servio Cornelio l'amministrazione della città.
Quando poi, sconfitti i Volsci, i romani si volsero contro gli Etruschi che stavano assediando Sutri e Nepi, affidando il comando a Furio Camillo, a Lucio Quinzio e Lucio Orazio fu assegnato il compito di presidiare le campagne dove si era svolto lo scontro con i Volsci.